# Volpriehausen
Volpriehausen is een plaats in de Duitse gemeente Uslar, deelstaat Nedersaksen, en telt 1.193 inwoners (vermelding op de gemeentewebsite van Uslar, peildatum 31-12-2020).

## Ligging, infrastructuur
Het dorp ligt aan een spoorlijn van Paderborn via Beverungen aan de Wezer en Uslar naar Northeim. In het in 1878 geopende station Volpriehausen stopt om de twee uur een stoptrein op dit traject.
Afrit 71 van de Autobahn A7 ligt, als men vanuit het dorp over de Bundesstraße 241 en verderop de Bundesstraße 446 oostwaarts rijdt, op 17 km afstand.

## Geschiedenis
De eerste vermelding van het dorp in een document dateert uit het jaar 1242.
Aan het eind van de 19e eeuw veranderde het boeren- en houtskoolbrandersdorpje in een industrieplaatsje, toen het een aansluiting kreeg op het spoorwegnet. De bruinkool, die in een mijn verderop werd gedolven, werd in het dorp in een brikettenfabriek verder verwerkt.
Van 1898 tot 1938 was er in het dorp een grote, over twee schachten beschikkende, kali-mijn. Deze bijna uitgeputte mijn werd toen door Adolf Hitlers Wehrmacht in beslag genomen, om er een Muna, een militair bedrijf voor de laatste productiefase, het verpakken en de opslag van munitie, in te richten. Jongens uit het slechts op 12 km afstand gelegen jeugdconcentratiekamp te Moringen werden er in het laatste jaar van de Tweede Wereldoorlog tewerkgesteld. Op grond van foto's van geheimzinnige, gesloten kisten in de mijngangen is verondersteld, dat delen van de beroemde Barnsteenkamer van de Russische tsaren in de mijn zouden zijn verborgen. Men heeft in Volpriehausen nooit barnstenen voorwerpen gevonden. Bovendien gebeurde er in september 1945 een ongeluk in de voormalige Muna: door een explosie van de nog aanwezige munitie stortten de ondergrondse schachten en mijngangen in.
Na de oorlog werden er in het dorp tijdelijk vele honderden Heimatvertriebene uit o.a. Silezië gehuisvest. Rond 1960 verkreeg Volpriehausen, vanwege de luchtkwaliteit, de status Luftkurort. Lang duurde dit niet. In de bovengrondse gebouwen van de voormalige mijn vestigde zich in 1947 een bedrijf, dat zich toelegde op de fabricage van o.a. loodglas. De onderneming kende in de jaren 1960-1972 grote bloei en exporteerde onder de merknaam Buder veel naar o.a. de Benelux-landen. Door het morsen van slijpsel en door lozing van vloeibaar bedrijfsafval, o.a. op een nabijgelegen beek, veroorzaakte dit (in 1986 failliet gegane) bedrijf zeer ernstige milieuverontreiniging. Zo kwam het door een bedrijfsongeval in augustus 1968 tot zo ernstige watervervuiling, door lekkage van 6.000 liter 98%-geconcentreerd zwavelzuur, dat nog in de Wezer dode vissen ronddreven. Ook was er vermenging opgetreden van het bedrijfsafval van de glasfabriek en dat van de in 1938 gesloten kalimijn. Pas na 2005 was de sanering van het bron- en oppervlaktewater afgesloten.
In maart 1974 werd Volpriehausen door de gemeentelijke herindeling een stadsdeel van Uslar.

## Bezienswaardigheden
- Het in 1985 geopende kleine kali-mijnbouwmuseum; beperkt geopend, doorgaans alleen op afspraak
- Het natuurschoon van de Solling-bergrug ten noorden van het dorp (met ook mogelijkheden tot wandelen, fietsen en mountainbiken), zie Wezerbergland.
- De evangelisch-lutherse Sint-Joriskerk (1840) is een schilderachtig middelpunt van het dorp, maar van binnen weinig interessant.

## Afbeeldingen

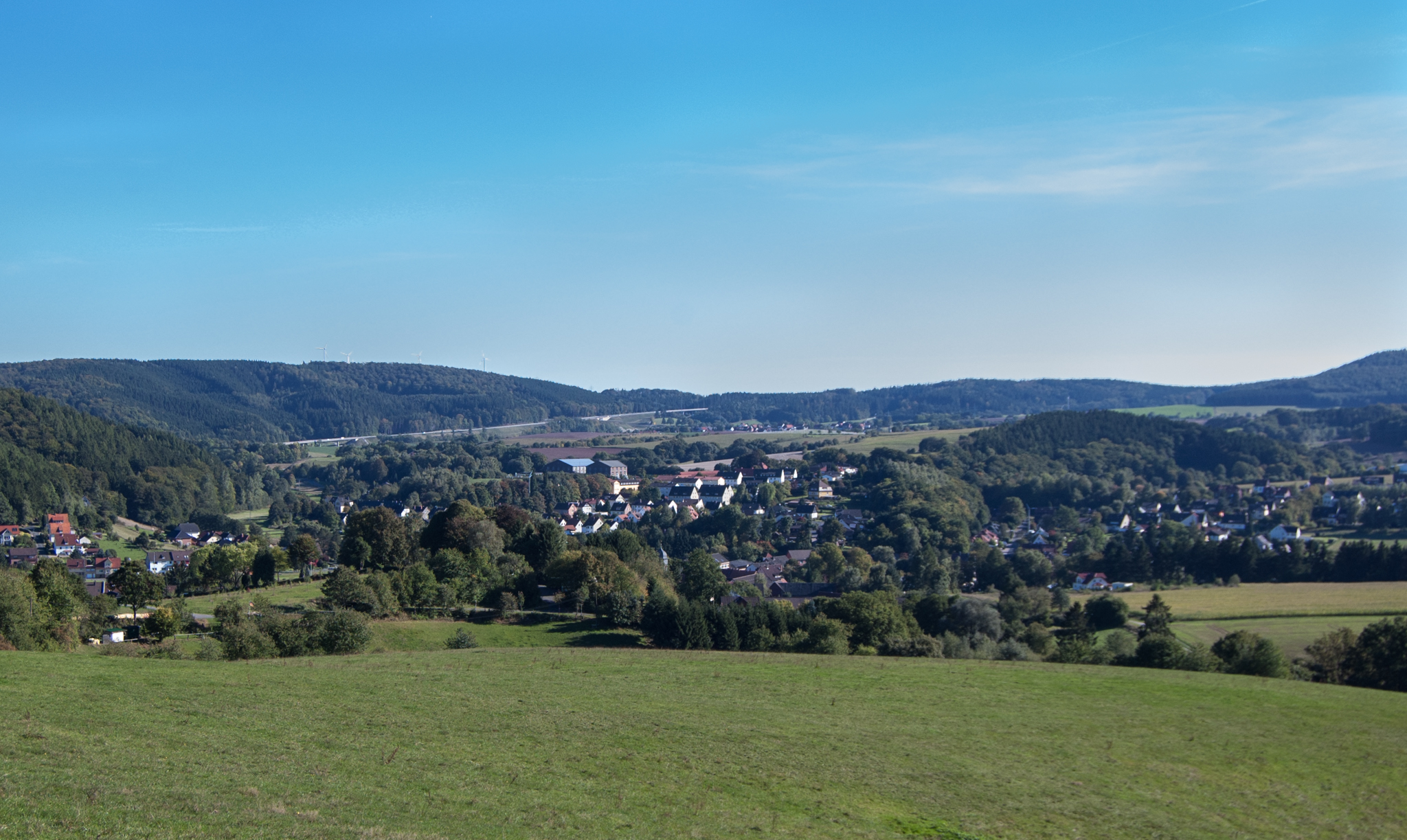
Gezicht op Volpriehausen
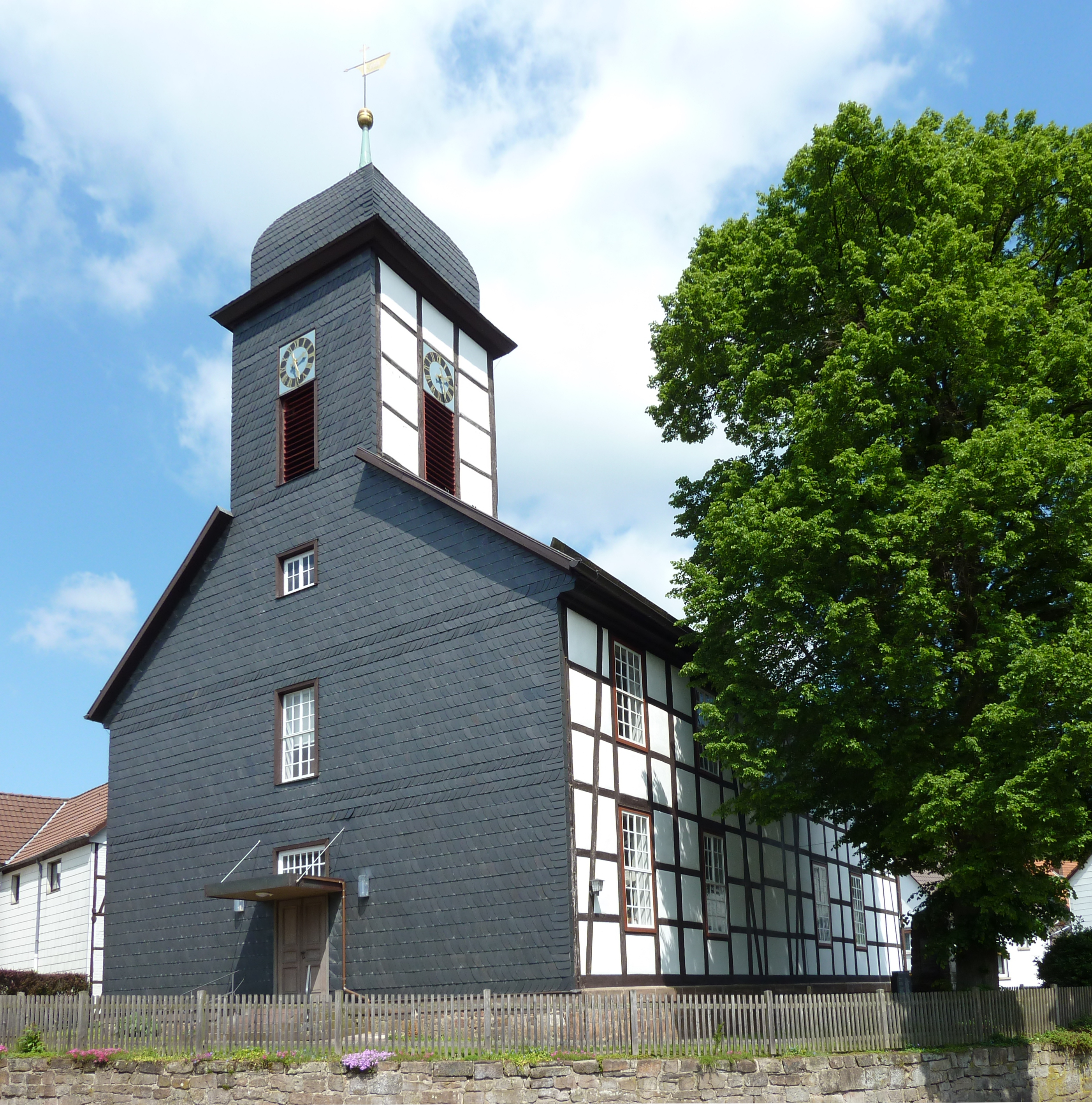
Evang.-lutherse Sint-Joriskerk
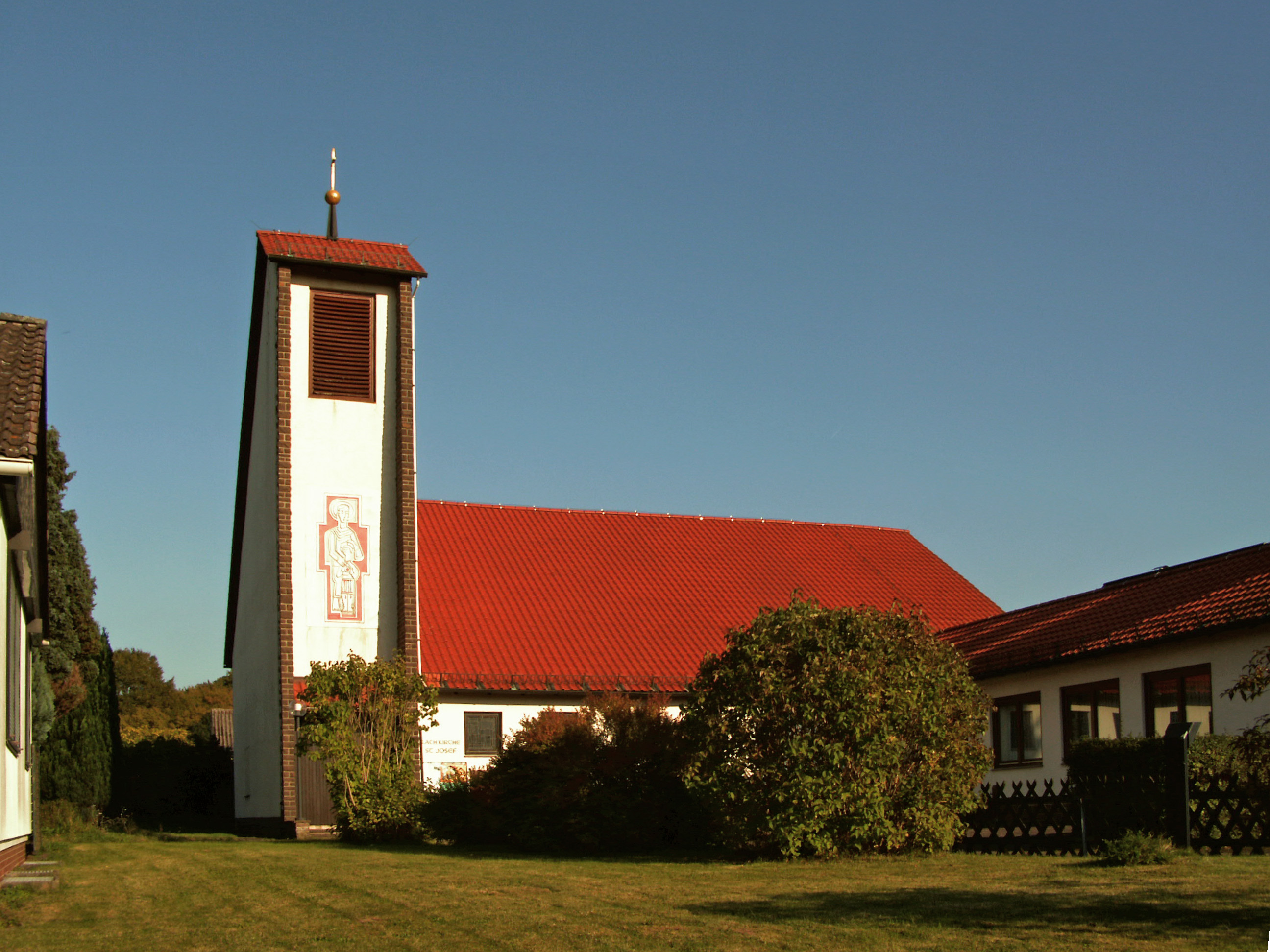
Rooms-katholieke Sint-Jozefkerk (1961)